# Never Forget (Take That)
Never Forget è un singolo della boy band britannica Take That, terzo estratto dal terzo album del gruppo, Nobody Else, del 1995. Scritto da Gary Barlow, è da lui anche interpretato insieme a Howard Donald e Robbie Williams, che aveva lasciato il gruppo prima dell'uscita del singolo. È il settimo singolo dei Take That a raggiungere il 1º posto in classifica.

## Tracce
Singolo CD 1 Regno Unito
1. Never Forget – 5:32
2. Back for Good (Live from MTV's Most Wanted) – 4:10
3. Babe (Live from MTV's Most Wanted) – 4:41

Singolo CD 2 Regno Unito
1. Never Forget – 6:26
2. Interview – 17:36

## Classifiche
| Classifica (1995) | Posizione massima |
| ----------------- | ----------------- |
| Australia         | 12                |
| Austria           | 17                |
| Belgio (Fiandre)  | 8                 |
| Belgio (Vallonia) | 5                 |
| Danimarca         | 3                 |
| Europa            | 3                 |
| Finlandia         | 5                 |
| Francia           | 44                |
| Germania          | 10                |
| Irlanda           | 1                 |
| Italia            | 5                 |
| Norvegia          | 14                |
| Paesi Bassi       | 8                 |
| Regno Unito       | 1                 |
| Spagna            | 1                 |
| Svezia            | 34                |
| Svizzera          | 6                 |